# Schtschyrez
Schtschyrez (ukrainisch Щирець; russisch Щирец/Schtschirez, polnisch Szczerzec) ist eine Siedlung städtischen Typs in der Oblast Lwiw im Westen der Ukraine am Fluss Schtschyrka gelegen.

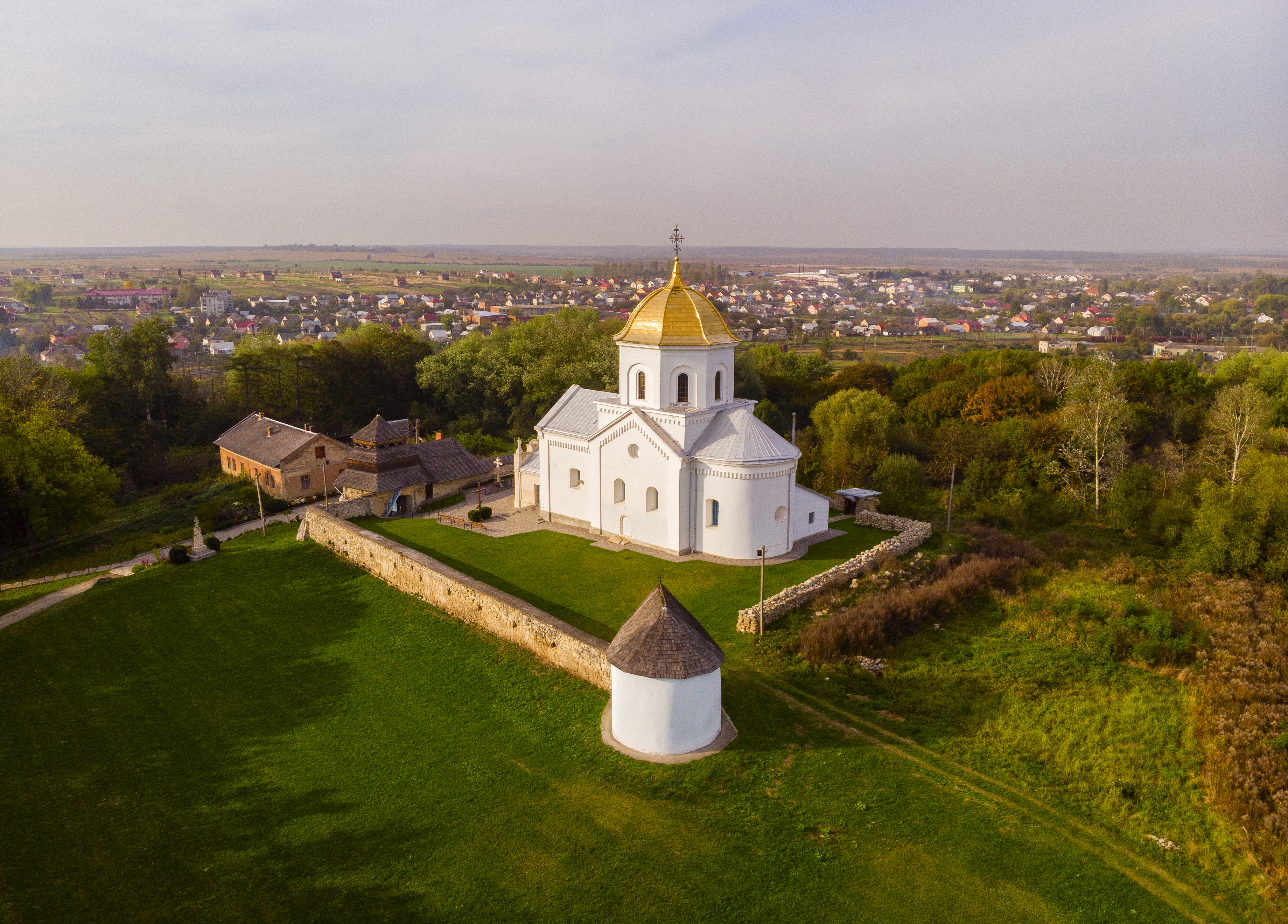
Mariä-Geburt-Kirche in Pisky

## Geschichte
Der Ort wurde 1125 zum ersten Mal schriftlich erwähnt und erhielt 1397 das Magdeburger Stadtrecht. Die damalige Stadt gehörte ab 1774 bis 1918 zum österreichischen Galizien und war von 1854 bis 1867 Sitz der Bezirkshauptmannschaft Szczerzec sowie danach von 1867 bis 1918 der Sitz eines Bezirksgerichts des Bezirks Lemberg. Nach dem Ende des Ersten Weltkrieges kam der Ort zu Polen, verlor in dieser Zeit das Stadtrecht, wurde im Zweiten Weltkrieg kurzzeitig von der Sowjetunion und dann bis 1944 von Deutschland besetzt.
Nach dem Zweiten Weltkrieg wurden die Dörfer Rosenberg und Sahorodky (Загородки, polnisch Zagródki) eingemeindet. Nach dem Ende des Krieges wurde der Ort der Sowjetunion zugeschlagen, dort kam die Stadt zur Ukrainischen SSR und ist seit 1991 ein Teil der heutigen Ukraine.
Die Entfernung zum nordöstlich gelegenen Lemberg beträgt etwa 24 Kilometer, durch den Ort führt die Bahnstrecke Lwiw–Stryj–Tschop mit zwei Haltestellen in Schtschyrez.
Seit 2016 besteht eine Gemeindepartnerschaft zu Gudensberg in Hessen.
Seit dem 17. Juli 2020 ist die Siedlung ein Teil des Rajons Lwiw.

## Rosenberg
Das deutschsprachige Dorf Rosenberg wurde 1786 als eine der Stammsiedlungen der Galiziendeutschen durch Mennoniten gegründet und befindet sich im Südwesten des heutigen Ortsgebietes von Schtschyrez. Die zweizeilige Reihensiedlung war für 12 Familien angelegt worden, 1934 zählte das Dorf etwa 50 Einwohner. Die Mennoniten wurden auch in benachbarten Kolonien Falkenstein und Einsiedel angesiedelt.
Im Jahre 1900 hatte die Gemeinde Rosenberg 15 Häuser mit 81 Einwohnern, davon 53 deutschsprachige, 24 ruthenischsprachige, 4 polnischsprachige, 24 griechisch-katholische, 4 römisch-katholische, 53 anderen Glaubens.
Im Jahre 1921 hatte die Gemeinde 26 Häuser mit 204 Einwohnern, davon 69 Deutschen, 56 Ruthenen, 51 Polen, 26 Juden (Nationalität), 2 anderer Nationalität, 70 evangelische, 57 griechisch-katholische, 45 römisch-katholische, 32 Juden (Religion).
Während des Zweiten Weltkriegs wurde ein Großteil der deutschen Einwohner ins Wartheland im deutsch besetzten Polen abgesiedelt, die verbliebenen deutschsprachigen Einwohner wurden nach dem Ende des Krieges vertrieben, der evangelische Friedhof verfällt seitdem.

## Verwaltungsgliederung
Zur Siedlungsgemeinde zählten bis 2017 neben der Siedlung auch die Dörfer Dubjanka, Odynoke, Serdyzja und Schufrahanka, am 22. November 2017 wurde das Dorf zum Zentrum der neu gegründeten Siedlungsgemeinde Schtschyrez (Щирецька селищна громада/Schtschyrezka selyschtschna hromada), zu dieser zählen auch noch die in der untenstehenden Tabelle aufgelistetenen 16 Dörfer im Rajon Pustomyty.
Folgende Orte sind neben dem Hauptort Schtschyrez Teil der Gemeinde:
| Name                     | Name        | Name                         | Name             |
| ukrainisch transkribiert | ukrainisch  | russisch                     | polnisch         |
| ------------------------ | ----------- | ---------------------------- | ---------------- |
| Dmytre                   | Дмитре      | Дмитре (Dmitre)              | Dmytrze          |
| Dubjanka                 | Дуб'янка    | Дубянка                      | Kolonia Dębianka |
| Horbatschi               | Горбачі     | Горбачи (Gorbatschi)         | Horbacze         |
| Humenez                  | Гуменець    | Гуменец (Gumenez)            | Humieniec        |
| Jastrubkiw               | Яструбків   | Ястребков (Jastrebkow)       | Jastrzębków      |
| Lany                     | Лани        | Ланы                         | Łany             |
| Ljopy                    | Льопи       | Лёпы                         | Joppe            |
| Nykonkowytschi           | Никонковичі | Никонковичи (Nikonkowitschi) | Nikonkowice      |
| Odynoke                  | Одиноке     | Одинокое (Odinokoje)         | Einsiedel        |
| Pisky                    | Піски       | Пески (Peski)                | Piaski           |
| Popeljany                | Попеляни    | Попеляны                     | Popielany        |
| Schufrahanka             | Шуфраганка  | Шуфраганка (Schufraganka)    | Sufraganka       |
| Serdyzja                 | Сердиця     | Сердица (Serdiza)            | Serdyca          |
| Sokoliwka                | Соколівка   | Соколовка (Sokolowka)        | Falkenstein      |
| Soroky                   | Сороки      | Сороки (Soroki)              | Sroki            |
| Tscherkassy              | Черкаси     | Черкасы                      | Czerkasy         |

## Persönlichkeiten
- Clara Klinghoffer (1900–1970), britische Malerin, Zeichnerin und Grafikerin österreichisch-jüdischer Herkunft
- Leon Löwenkopf (1892–1966), deutsch-jüdischer Sozialdemokrat und Widerstandskämpfer gegen das Nazi-Regime
- Stanisław Maczek (1892–1994), polnischer General
- David Neumark (1866–1924), jüdischer Religionsphilosoph
- Joseph ben Meir Theomim (1727–1792), Rabbi und Rabbiner